# Martensville
Martensville é uma cidade localizada na Divisão n.º 11 da província canadense de Saskatchewan. Está a apenas 8 quilômetros ao norte de Saskatoon.